# HIT (serie de televisión)
HIT es una serie de televisión española emitida por La 1 de Televisión Española protagonizada por Daniel Grao, que se estrenó el 21 de septiembre de 2020.
La serie fue renovada por una segunda temporada que comenzó su rodaje en mayo de 2021. Para la segunda temporada, el elenco se renovó al completo, tan solo contando de nuevo con Daniel Grao como principal protagonista y con Luisa Vides y Rebeca Sala. Además, se suman al reparto Marta Larralde y más de setenta actores.
En abril de 2022 la serie renovó por una tercera temporada, ambientada ahora en La Palma. Pese a comenzar su promoción en febrero de 2023 y ser presentada el 14 de marzo durante el Festival de Cine de Málaga el estreno fue finalmente pospuesto sin fecha, lo que causó desavenencias entre el creador de la serie, Joaquín Oristrell, y la dirección de ficción y contenidos generales de RTVE.

## Sinopsis
Hugo Ibarra Toledo es un experto de la educación, combinación de psicólogo, pedagogo, profesor de aula abierta, maestro y logopeda. Hugo, también llamado "HIT" por sus iniciales, es un personaje polémico y marcado por un traumático pasado. Le pide ayuda Esther, directora de un centro de educación secundaria donde la convivencia escolar se ha vuelto insostenible, contratándole como profesor. Allí selecciona a un grupo de alumnos algo problemáticos y les ofrece unas clases nada convencionales. A través de su original metodología, abordarán temas como la soledad de los más jóvenes en la era de las redes sociales, el sexo, las adicciones, o la falta de apoyo al trabajo de los docentes.

## Producción
En septiembre de 2019 se anunció la producción de una serie que seguía la estela de Merlí, pero con un profesor alternativo como protagonista. En diciembre del mismo año, se anunció el inicio del rodaje con Daniel Grao como protagonista, acompañado de Olaya Caldera y con la participación de un elenco principal joven que, en algunos casos, se enfrentaban a su primer gran trabajo televisivo. El pasado mes de noviembre de 2020, TVE anunció la renovación por una segunda temporada.

## Reparto

### Temporada 1
- Daniel Grao como Hugo Ibarra Toledo "HIT"
- Olaya Caldera como Ester de la Vega
- Carmen Arrufat como Lena Vallejo Posse
- Nourdin Batán como Nourdin
- María Rivera como Silvia Muñoz Preto
- Oriol Cervera como Gustau "Gus" Albiñana Balaguer
- Gabriel Guevara como Darío Carvajal Aguirre
- Leire Cabezas como Margarita "Marga" Ariño Calvo
- Melías Jesús como Jacob Gabriel "Jaco" Rojas Gónzález
- Krista Aroca como Erika Alonso
- Ignacio Hidalgo como Andrés Serrano García
- Luisa Vides como Maya
- Rebeca Sala como Carla (Episodio 1 - Episodio 7; Episodio 9 - Episodio 10)
- Nacho López como Alex (Episodio 1 - Episodio 8; Episodio 10)
- Enrique Asenjo como David (Episodio 1 - Episodio 5; Episodio 8 - Episodio 10)
- Hugo Alejo como Helio (Episodio 1 - Episodio 5; Episodio 8 - Episodio 10)
- Viveka Rytzner como Irma (Episodio 1 - Episodio 6; Episodio 8 - Episodio 10)
- Carlos Gorbe como Alberto (Episodio 1; Episodio 3 - Episodio 7; Episodio 10)
- Francisco Boira como Manuel Carvajal (Episodio 1 - Episodio 2; Episodio 7; Episodio 10)
- Mauro Muñiz como Raúl Vallejo (Episodio 1 - Episodio 2; Episodio 4; Episodio 7 - Episodio 8; Episodio 10)
- Noelia Noto como Gina Posse (Episodio 1 - Episodio 2; Episodio 7; Episodio 9; Episodio 10)
- María Miguel como Teresa Preto (Episodio 1 - Episodio 2; Episodio 5; Episodio 7 - Episodio 10)
- Ana Villa como Antonia Calvo (Episodio 1 - Episodio 4; Episodio 7; Episodio 10)
- Diego Braguinsky como Rafael Muñoz (Episodio 1 - Episodio 2; Episodio 5; Episodio 7 - Episodio 10)
- Laia Alemany como Núria Balaguer (Episodio 1 - Episodio 2; Episodio 7; Episodio 10)
- Javier Collado como Fernando Ariño (Episodio 1 - Episodio 3; Episodio 7; Episodio 10)
- Abdelatif Hwidar como Nassir (Episodio 1 - Episodio 2; Episodio 4; Episodio 7 - Episodio 8; Episodio 10)
- Mabel Del Pozo como Bea Aguirre (Episodio 1 - Episodio 2; Episodio 7; Episodio 10)
- Arlette Torres como Patricia Gónzález (Episodio 1 - Episodio 2; Episodio 4; Episodio 7; Episodio 9 - Episodio 10)
- Rafael Odorika como Padre de Erika (Episodio 1 - Episodio 2; Episodio 6 - Episodio 7; Episodio 10)
- Sebis López Gandulla como Raquel (Episodio 1 - Episodio 2; Episodio 8)
- María Beresaluze como Ivana Vallejo Posse (Episodio 1 - Episodio 4; Episodio 10)
- Jons Pappila como Will (Episodio 1; Episodio 4 - Episodio 5; Episodio 7; Episodio 9 - Episodio 10)
- Noelle Mauri como Magüi
- Juanma Cifuentes como Telmo (Episodio 1 - Episodio 3; Episodio 6; Episodio 9 - Episodio 10)
- Marisa Llull como Sonia (Episodio 1 - Episodio 3; Episodio 6; Episodio 10)
- Saúl Barceló como Adam (Episodio 1 - Episodio 4; Episodio 10)
- José Luis Marín (Episodio 1 - Episodio 2; Episodio 5)
- Luis Daniel Graff como Kevin (Episodio 2 - Episodio 4)

con la colaboración especial de
- Ana Gracia como Lourdes (Episodio 1 - Episodio 5; Episodio 8 - Episodio 10)

### Temporada 2
- Daniel Grao como Hugo Ibarra Toledo "HIT"
- Marta Larralde como Francis
- Álvaro de Juana como Román "Romanov"
- Son Khoury como Matthew "Matt"
- Carlota Gurpegui como Paula Vargas
- Teresa de Mera como Carmen
- Leonor Pernas como Daniela "Dan"
- Claudia Licari como Lucía
- Alba del Ángel como Consuelo "Chelo"
- Jacobo Camarena como Teodoro "Teo"
- Manuel Soler como Julio "Jota"
- Teresa Hurtado de Ory como Lola (Episodio 1 - Episodio 2; Episodio 5 - Episodio 7; Episodio 10)
- Alicia Rubio como Eva (Episodio 1 - Episodio 2; Episodio 4; Episodio 6 - Episodio 10)
- Silvia Rey como Andrea (Episodio 1 - Episodio 4; Episodio 6; Episodio 10)
- Ramiro Alonso como Raúl (Episodio 1 - Episodio 4; Episodio 6; Episodio 8 - Episodio 10)
- Jorge Kent como Abel (Episodio 1 - Episodio 2; Episodio 4 - Episodio 8)
- Federico Pérez Rey como Fernando (Episodio 1 - Episodio 2; Episodio 5 - Episodio 8; Episodio 10)
- Alicia Orozco como Alba (Episodio 1 - Episodio 2; Episodio 4; Episodio 6; Episodio 8; Episodio 10)
- Sergio Pozo como Cruz Alvarado (Episodio 1 - Episodio 2; Episodio 4; Episodio 6 - Episodio 10)
- Marcos Pereiro como Marcelo (Episodio 1 - Episodio 7; Episodio 10)
- Paloma Montero como María Eugenia (Episodio 1 - Episodio 3; Episodio 6 - Episodio 7; Episodio 9 - Episodio 10)
- Mariu Bárcena como Dolores "Dolo" (Episodio 1 - Episodio 2; Episodio 6 - Episodio 10)
- Antonio Buil como Claudio Ruiz (Episodio 1 - Episodio 2; Episodio 6 - Episodio 10)
- Chema del Barco como Lorenzo (Episodio 1; Episodio 3 - Episodio 5; Episodio 7 - Episodio 10)
- Raúl Jiménez como Alex (Episodio 1 - Episodio 4; Episodio 6 - Episodio 7; Episodio 9 - Episodio 10)
- Candela Aréstegui como Raquel (Episodio 1 - Episodio 2; Episodio 6; Episodio 8)
- Mateo Luque como Isi (Episodio 1; Episodio 3 - Episodio 7; Episodio 9 - Episodio 10)
- David Oliver Alegre como Amigo de Román (Episodio 1; Episodio 3 - Episodio 7; Episodio 9 - Episodio 10)
- Luisa Vides como Maya (Episodio 1 - Episodio 3; Episodio 6 - Episodio 7; Episodio 10)
- Jöns Pappila como Will (Episodio 1; Episodio 10)
- Miriam Montilla como Rosa (Episodio 2; Episodio 5 - Episodio 10)
- Mikele Urroz Zabalza como Virginia Cañizares (Episodio 2; Episodio 4; Episodio 6 - Episodio 7; Episodio 9 - Episodio 10)
- Amin Hamada como Terrorista (Episodio 2 - Episodio 3; Episodio 6; Episodio 8)
- Pedro Aijón como Paco (Episodio 4; Episodio 6; Episodio 10)
- Rebeca Sala como Carla  (Episodio 4)
- Fátima Baeza como Sonsoles (Episodio 6 - Episodio 8)
- Kaabil Sekali como Samir (Episodio 6; Episodio 8 - Episodio 9)
- Guillermo Doménech como Martín (Episodio 6 - Episodio 10)
- Nur Levi como Emma (Episodio 10)

con la colaboración especial de
- David Bustamante como Él mismo  (Episodio 4)
- Olaya Caldera como Ester de la Vega (Episodio 5)
- Nourdin Batán como Nourdin (Episodio 5)
- Melías Jesús como Jacob Gabriel "Jaco" Rojas Gónzález (Episodio 5)
- Ignacio Hidalgo como Andrés Serrano García (Episodio 5)
- María Rivera como Silvia Muñoz Preto (Episodio 5)
- Oriol Cervera como Gustau "Gus" Albiñana Balaguer (Episodio 5)
- Leire Cabeza como Margarita "Marga" Ariño Calvo (Episodio 5)
- Krista Aroca como Erika Alonso (Episodio 5)
- Gabriel Guevara como Darío Carvajal Aguirre (Episodio 5)
- Noelle Mauri como Magüi  (Episodio 5)
- Carmen Arrufat como Elena "Lena" Vallejo Posse (Episodio 10)

### Tercera temporada
- Daniel Grao como Hugo Ibarra Toledo "HIT"
- Alejandro Jato como Raúl
- Carmen Arrufat como Elena "Lena" Vallejo Posse (Episodio 1)
- Francisca Aronsson como Abigail "Abi"
- Andy Duato como Nora
- Mitch Martín como Israel "Isra"
- Roger Sahuquillo como Marc
- Carlota Trueba como Julia
- Ton Vieira como Tom
- Juan Grandinetti como Christian Romero
- Miranda Gallego como Yol
- Josito Peña como Sergio
- Nur Levi como Emma
- Yaiza Guimaré como Marina
- Cristóbal Pinto como Vico (Episodio 1; Episodio 3 - Episodio 4; Episodio 6 - Episodio 8)
- Samuel Viyuela como Pipi
- Ana Pizarro como Sandra (Episodio 1 - Episodio 3; Episodio 5 - Episodio 8)
- Candela Méndez como Lourdes (Episodio 1 - Episodio 2; Episodio 4 - Episodio 8)
- Shaïl Abdoulhoussen como Gerard
- Toni Fuentes
- María de Miguel como Noemí Gálvez Medina (Episodio 1 - Episodio 2; Episodio 4 - Episodio 5; Episodio 7 - Episodio 8)
- Laura Pamplona como Aurora Toledo (Episodio 1; Episodio 3 - Episodio 6)
- Carlos Gorbe como Alberto (Episodio 1)
- Mauro Muñiz como Raúl Vallejo (Episodio 1)
- María Beresaluze como Ivana Vallejo Posse (Episodio 1)
- Carmen Balagué como Clara
- Mario Gas como Gustavo Ibarra (Episodio 2 - Episodio 8)
- Ella Kweku como Begoña "Bego" (Episodio 3 - Episodio 8)
- Fernando Navas como Pepón (Episodio 3; Episodio 5; Episodio 7 - Episodio 8)
- Marta Viota como Sofía (Episodio 4 - Episodio 5; Episodio 7 - Episodio 8)
- Cristina Brondo como Fabia (Episodio 5; Episodio 7 - Episodio 8)
- Raquel Amegashie como Elvira (Episodio 5; Episodio 7 - Episodio 8)
- Roberto Goya como Goyo (Episodio 5; Episodio 7 - Episodio 8)

con la colaboración especial de
- Cristina Alcázar como Alejandra Gálvez Medina (Episodio 1; Episodio 8)
- Laura Domínguez como Ágata (Episodio 5; Episodio 7 - Episodio 8)
- Marta Larralde como Francis (Episodio 7)

## Temporadas y episodios
| Temporada | Temporada | Episodios | Estreno                  | Final                   | Audiencia media | Audiencia media | Audiencia media |
| Temporada | Temporada | Episodios | Estreno                  | Final                   | Espectadores    | Cuota           |                 |
| --------- | --------- | --------- | ------------------------ | ----------------------- | --------------- | --------------- | --------------- |
|           | 1         | 10        | 21 de septiembre de 2020 | 23 de noviembre de 2020 | 1 523 000       | 9,2 %           |                 |
|           | 2         | 10        | 21 de octubre de 2021    | 23 de diciembre de 2021 | 1 006 000       | 7,6 %           |                 |
|           | 3         | 8         | 16 de julio de 2024      | 3 de septiembre de 2024 | 198 000         | 3,8 %           |                 |

### Temporada 1 (2020)
| N.º | Título                | Dirigido por            | Escrito por                                                 | Fecha de emisión original | Audiencia         |
| --- | --------------------- | ----------------------- | ----------------------------------------------------------- | ------------------------- | ----------------- |
| 1   | «La infección»        | Joaquín Oristrell       | Yolanda García Serrano, Pablo Bartolomé y Joaquín Oristrell | 21 de septiembre de 2020  | 1 606 000 (10,2%) |
| 2   | «La consulta»         | Joaquín Oristrell       | Yolanda García Serrano y Joaquín Oristrell                  | 28 de septiembre de 2020  | 1 504 000 (9,4%)  |
| 3   | «El diagnóstico»      | Álvaro Fernández Armero | Jacobo Delgado y Joaquín Oristrell                          | 5 de octubre de 2020      | 1 450 000 (8,9%)  |
| 4   | «La limpia»           | Álvaro Fernández Armero | Pablo Bartolomé y Joaquín Oristrell                         | 12 de octubre de 2020     | 1 584 000 (9,7%)  |
| 5   | «El cuerpo»           | Elena Trapé             | Yolanda García Serrano y Joaquín Oristrell                  | 19 de octubre de 2020     | 1 636 000 (10,1%) |
| 6   | «La recaída»          | Elena Trapé             | Jacobo Delgado y Joaquín Oristrell                          | 26 de octubre de 2020     | 1 446 000 (8,7%)  |
| 7   | «Cuidados intensivos» | Álvaro Fernández Armero | Pablo Bartolomé y Joaquín Oristrell                         | 2 de noviembre de 2020    | 1 528 000 (9,1%)  |
| 8   | «El historial»        | Álvaro Fernández Armero | Yolanda García Serrano y Joaquín Oristrell                  | 9 de noviembre de 2020    | 1 411 000 (8,2%)  |
| 9   | «Los exámenes»        | Elena Trapé             | Jacobo Delgado y Joaquín Oristrell                          | 16 de noviembre de 2020   | 1 524 000 (8,9%)  |
| 10  | «Alta médica»         | Elena Trapé             | Yolanda García Serrano, Jacobo Delgado y Joaquín Oristrell  | 23 de noviembre de 2020   | 1 539 000 (9,1%)  |

#### ¿Quién educa a quién?
Durante la primera temporada, tras la emisión de cada capítulo, se emite ¿Quién educa a quién?, un formato debate sobre educación y juventud presentado por Mamen Asencio en el que se tratan los temas planteados en el capítulo visto esa noche. En el programa se plantean los problemas de la educación en España o los conflictos generacionales de la sociedad contando con expertos, profesores, alumnos, actores, padres y madres, y otras personas que han sufrido algún problema en su etapa educativa.
| 1  | 21 de septiembre de 2020 | 627 000 (6,4%) |
| 2  | 28 de septiembre de 2020 | 575 000 (5,6%) |
| 3  | 5 de octubre de 2020     | 486 000 (4,6%) |
| 4  | 12 de octubre de 2020    | 558 000 (5,3%) |
| 5  | 19 de octubre de 2020    | 589 000 (5,7%) |
| 6  | 26 de octubre de 2020    | 618 000 (5,8%) |
| 7  | 2 de noviembre de 2020   | 470 000 (4,4%) |
| 8  | 9 de noviembre de 2020   | 470 000 (4,1%) |
| 9  | 16 de noviembre de 2020  | 505 000 (4,6%) |
| 10 | 23 de noviembre de 2020  | 528 000 (5,4%) |

### Temporada 2 (2021)
| N.º | Título        | Dirigido por      | Escrito por                                         | Fecha de emisión original | Audiencia        |
| --- | ------------- | ----------------- | --------------------------------------------------- | ------------------------- | ---------------- |
| 11  | «Melapela»    | Joaquín Oristrell | Joaquín Oristrell                                   | 21 de octubre de 2021     | 973 000 (7,5%)   |
| 12  | «Desconexión» | Joaquín Oristrell | Jacobo Delgado y Joaquín Oristrell                  | 28 de octubre de 2021     | 1 000 000 (7,8%) |
| 13  | «Consiento»   | Elena Trapé       | Joaquín Oristrell y Yolanda García Serrano          | 4 de noviembre de 2021    | 928 000 (7,1%)   |
| 14  | «Autocontrol» | Elena Trapé       | Joaquín Oristrell y Luis Caballero                  | 11 de noviembre de 2021   | 1 211 000 (9,2%) |
| 15  | «Ilusión»     | Polo Menárguez    | Joaquín Oristrell y Yolanda García Serrano          | 18 de noviembre de 2021   | 1 052 000 (8,2%) |
| 16  | «Autoestima»  | Polo Menárguez    | Joaquín Oristrell y Luis Caballero                  | 25 de noviembre de 2021   | 1 058 000 (7,8%) |
| 17  | «Pertenencia» | Polo Menárguez    | Jacobo Delgado y Joaquín Oristrell                  | 2 de diciembre de 2021    | 985 000 (7,3%)   |
| 18  | «Resistencia» | Polo Menárguez    | Pablo Bartolomé, Luis Caballero y Joaquín Oristrell | 9 de diciembre de 2021    | 993 000 (7,3%)   |
| 19  | «Corazón»     | Joaquín Oristrell | Joaquín Oristrell y Yolanda García Serrano          | 16 de diciembre de 2021   | 954 000 (7,4%)   |
| 20  | «Reinicio»    | Joaquín Oristrell | Jacobo Delgado y Joaquín Oristrell                  | 23 de diciembre de 2021   | 913 000 (6,6%)   |

#### Generación HIT
De cara a la segunda temporada ¿Quién educa a quién? fue retirado, emitiéndose únicamente la noche del estreno de los nuevos capítulos un debate de corte similar, titulado Generación HIT y presentado por Inés Hernand, en el que se dio respuesta a toda la problemática juvenil que contempla el arco argumental de la segunda temporada. Este programa fue emitido en directo desde el Auditorio Municipal Pedro Almodóvar de Puertollano, localidad en la que se desarrolla la serie en esta nueva temporada
| 1 | 21 de octubre de 2021 | 245 000 (3,9%) |

### Temporada 3 (2024)
| N.º | Título                                | Dirigido por            | Escrito por                                                        | Fecha de emisión original | Audiencia      |
| --- | ------------------------------------- | ----------------------- | ------------------------------------------------------------------ | ------------------------- | -------------- |
| 21  | «Alicia en el pais de las maravillas» | Joaquín Oristrell       | Joaquín Oristrell y Pablo Barlotomé                                | 16 de julio de 2024       | 280 000 (4,6%) |
| 22  | «Peter Pan»                           | Joaquín Oristrell       | Joaquín Oristrell y Luis Caballero                                 | 23 de julio de 2024       | 190 000 (3,2%) |
| 23  | «La Sirenita»                         | Samantha López Speranza | Joaquín Oristrell y Yolanda García Serrano                         | 30 de julio de 2024       | 357 000 (4,2%) |
| 24  | «La reina de las nieves»              | Samantha López Speranza | Joaquín Oristrell, Marcos Castro Belenda y Sara Valenzuela Monreal | 7 de agosto de 2024       | 159 000 (4,3%) |
| 25  | «La bella y la bestia»                | Luis Arribas            | Joaquín Oristrell y Yolanda García Serrano                         | 14 de agosto de 2024      | 170 000 (3,6%) |
| 26  | «Pinocho»                             | Luis Arribas            | Joaquín Oristrell y Luis Caballero                                 | 20 de agosto de 2024      | 157 000 (3,6%) |
| 27  | «La cenicienta»                       | Joaquín Oristrell       | Joaquín Oristrell y Yolanda García Serrano                         | 27 de agosto de 2024      | 146 000 (3,0%) |
| 28  | «Caperucita roja»                     | Joaquín Oristrell       | Joaquín Oristrell y Luis Caballero                                 | 3 de septiembre de 2024   | 125 000 (3,0%) |

## Distribución internacional
| País / Región                                           | Canal de TV / Servicio de Streaming | Estreno                  | Título                      | Ref.   |
| ------------------------------------------------------- | ----------------------------------- | ------------------------ | --------------------------- | ------ |
| España · Andorra                                        | La 1                                | 21 de septiembre de 2020 | HIT                         | [ 42 ] |
| Alemania · Austria · Suiza · Liechtenstein · Luxemburgo | RTL+                                | 15 de septiembre de 2021 | HIT – Wer erzieht hier wen? | [ 43 ] |
| Portugal                                                | SIC Radical                         | 26 de agosto de 2022     | HIT                         |        |
| Latinoamérica                                           | Star+                               | Por confirmar            | HIT                         |        |